# 岡田宗芳
岡田 宗芳（おかだ むねよし、1917年3月12日 - 1942年）は、日本のプロ野球黎明期の選手、大阪タイガース創立期の遊撃手。戦死したプロ野球選手の一人。強肩の持ち主、後楽園のホームプレートからレフトスタンド通路まで遠投できたとされる。

## 来歴・人物
広島県広島市出身。1926年から1929年にかけて甲子園で4度決勝に進んだ広陵中（現・広陵高）は、岡田が最上級となった1935年に再び、白石勝巳、海蔵寺弘司、戒能朶一、門前眞佐人、秋山正信、室脇正信ら7人がプロ入りするという強力打線を形成。前年の夏の甲子園に全国制覇した藤村富美男率いる呉港中（現・呉港高校）をようやく倒し春選抜に出場、決勝まで勝ち進むがこのころ黄金時代を迎えていた東海勢の岐阜商に惜敗。
この年創設された大阪タイガースの田中義一（のち2代目球団社長）に誘われ12月6日入団。背番号タイガース初代3番。まだ広島カープが創設されていなかった事も有り、岡田の他に藤村、門前、小川年安、平桝敏男と5人の広島出身者が同年入団。初年度登録選手19人のうち、5人。2年目の1937年は、これに広田修三、塚本博睦、原一朗、上田正、奈良友夫が加わり（小川は1年で退団）、全26人中9人と出身県別でいずれも最多を数えた。広島出身者なしではチームが結成できない程で、その後も石本、藤村、門前、岡田らの中学の後輩がタイガース入りした。さらに出目を広島に持つ若林忠志、田中義雄、堀尾文人も合わせると阪神創設期の主力は広島出身者、関係者が多かった。
創設にあたりタイガースは、有力内野手として享栄商業の瀧野通則と契約したが、瀧野が一方的に契約を解除して法政大学に入学し、職業野球史上処罰選手第一号となった。このため、タイガース内野手は岡田、松木謙治郎、伊賀上良平と3人しかおらず、やむなく投手だった景浦将、藤村富美男、御園生崇男（多少内野手経験があった）の三人を投手兼野手として使うこととなった。
翌1936年、プロ野球リーグが開幕。岡田は好守の遊撃手として「タ軍の明星」と呼ばれる活躍を見せ、1937年秋の阪神初優勝、翌1938年春の連続優勝に貢献。非常に肩が強く、遠投で後楽園球場のホームプレートからレフトスタンド通路までボールを投げ込んだ、と言われる。
その一方で、1938年秋シーズンから二塁手に回ることも多くなり、本堂保次や皆川定之と併用されるようになった。入団6年目の1940年末応召。藤村富美男とは「チョビ」「フジさん」と愛称で呼び合う大の仲良しで、やはり従軍中の藤村と中国華北駐屯地で再会。話は弾んだが、翌朝藤村がもう一度岡田をたずねたところ、部隊はすでに南方戦線に向けて出発したあとだった。1942年ニューギニア戦線で死亡（と記録には残るが没日ほか詳細は不明）。享年25。東京ドーム敷地内にある鎮魂の碑に彼の名前が刻まれている。

## 詳細情報

### 年度別打撃成績
| 年 度     | 球 団     | 試 合 | 打 席 | 打 数 | 得 点 | 安 打 | 二 塁 打 | 三 塁 打 | 本 塁 打 | 塁 打 | 打 点 | 盗 塁 | 盗 塁 死 | 犠 打 | 犠 飛 | 四 球 | 敬 遠 | 死 球 | 三 振 | 併 殺 打 | 打 率 | 出 塁 率 | 長 打 率 | O P S |
| --------- | --------- | ----- | ----- | ----- | ----- | ----- | -------- | -------- | -------- | ----- | ----- | ----- | -------- | ----- | ----- | ----- | ----- | ----- | ----- | -------- | ----- | -------- | -------- | ----- |
| 1936春夏  | 大阪 阪神 | 15    | 59    | 51    | 6     | 15    | 4        | 0        | 0        | 19    | 7     | 2     | --       | 1     | --    | 7     | --    | 0     | 2     | --       | .294  | .379     | .373     | .752  |
| 1936秋    | 大阪 阪神 | 29    | 109   | 93    | 14    | 16    | 2        | 1        | 0        | 20    | 7     | 2     | --       | 1     | --    | 15    | --    | 0     | 11    | --       | .172  | .287     | .215     | .502  |
| 1937春    | 大阪 阪神 | 51    | 206   | 168   | 20    | 34    | 9        | 1        | 1        | 48    | 19    | 3     | --       | 7     | --    | 31    | --    | 0     | 18    | --       | .202  | .327     | .286     | .612  |
| 1937秋    | 大阪 阪神 | 46    | 181   | 158   | 28    | 38    | 5        | 1        | 0        | 45    | 10    | 3     | --       | 1     | --    | 21    | --    | 1     | 12    | --       | .241  | .333     | .285     | .618  |
| 1938春    | 大阪 阪神 | 33    | 122   | 101   | 16    | 23    | 2        | 0        | 0        | 25    | 12    | 7     | --       | 1     | --    | 19    | --    | 1     | 10    | --       | .228  | .355     | .248     | .603  |
| 1938秋    | 大阪 阪神 | 22    | 68    | 50    | 6     | 9     | 1        | 0        | 0        | 10    | 3     | 1     | --       | 1     | --    | 15    | --    | 2     | 4     | --       | .180  | .388     | .200     | .588  |
| 1939      | 大阪 阪神 | 60    | 184   | 145   | 23    | 34    | 5        | 1        | 1        | 44    | 13    | 4     | --       | 4     | 1     | 32    | --    | 2     | 15    | --       | .234  | .380     | .303     | .683  |
| 1940      | 大阪 阪神 | 13    | 51    | 45    | 4     | 12    | 2        | 0        | 1        | 17    | 8     | 1     | --       | 1     | 1     | 4     | --    | 0     | 2     | --       | .267  | .327     | .378     | .704  |
| 通算：5年 | 通算：5年 | 269   | 980   | 811   | 117   | 181   | 30       | 4        | 3        | 228   | 79    | 23    | --       | 17    | 2     | 144   | --    | 6     | 74    | --       | .223  | .344     | .281     | .626  |

- 大阪（大阪タイガース）は、1940年途中に阪神（阪神軍）に、1946年に大阪（大阪タイガース）に球団名を変更

### 背番号
- 3（1936年 - 1940年）